# Neuer Katholischer Friedhof (Dresden)

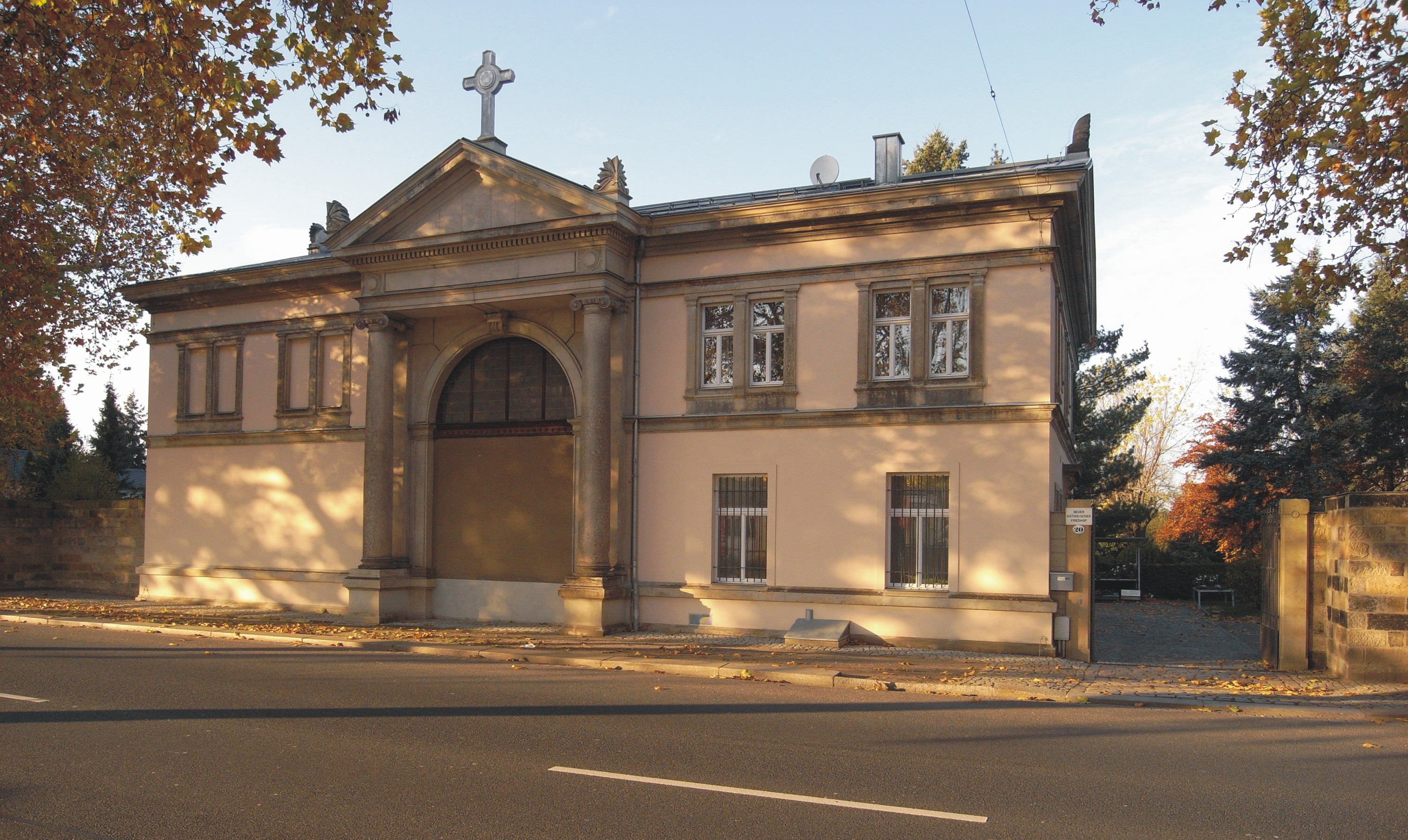
Eingangsbereich und Friedhofsverwaltung

Der Neue Katholische Friedhof (auch Äußerer Katholischer Friedhof) ist der zweite katholische Friedhof Dresdens. Die 33.000 Quadratmeter große Anlage auf der Bremer Straße 20 in der Dresdner Friedrichstadt steht in ihrer Gesamtheit unter Denkmalschutz.

## Geschichte
Der erste katholische Friedhof Dresdens war nach seiner Gründung im Jahr 1724 zuletzt 1842 auf seine heutige Größe erweitert worden. Da der einzige katholische Friedhof der Stadt bereits 50 Jahre später erneut zu klein wurde, entschloss man sich zur Anlage eines neuen Begräbnisplatzes für die Katholiken der Stadt. Wie schon der Alte Katholische Friedhof unweit des Inneren Matthäusfriedhofs gelegen ist, wurde auch der Äußere Katholische Friedhof unmittelbar neben dem 1851 angelegten Äußeren Matthäusfriedhof angelegt. Alle vier Friedhöfe liegen im Dresdner Stadtteil Friedrichstadt. 1873 wurde das Grundstück erworben, 1875 fanden erste Belegungen statt.
Die zweistöckige Parentationshalle, die Wärterwohnung und das Verwaltungsgebäude entstanden im Jahr 1875 nach Plänen des Architekten Carl Adolph Canzler. Eine weitere Friedhofshalle mit flachem Walmdach entstand um 1910. Der Innenraum der Parentationshalle wurde 1977 renoviert. Das Friedhofsgelände war ursprünglich als langgestrecktes Rechteck mit symmetrischer Grabfelderanlage konzipiert. Im Jahr 1915 erfolgte eine Erweiterung des Friedhofs in westlicher Richtung; in östlicher Richtung schloss sich bereits der Äußere Matthäusfriedhof an. Im selben Jahr wurde eine Leichenhalle mit Aufbahrungsraum gebaut.

## Grabstätten

### Besonderheiten und Grabkunst

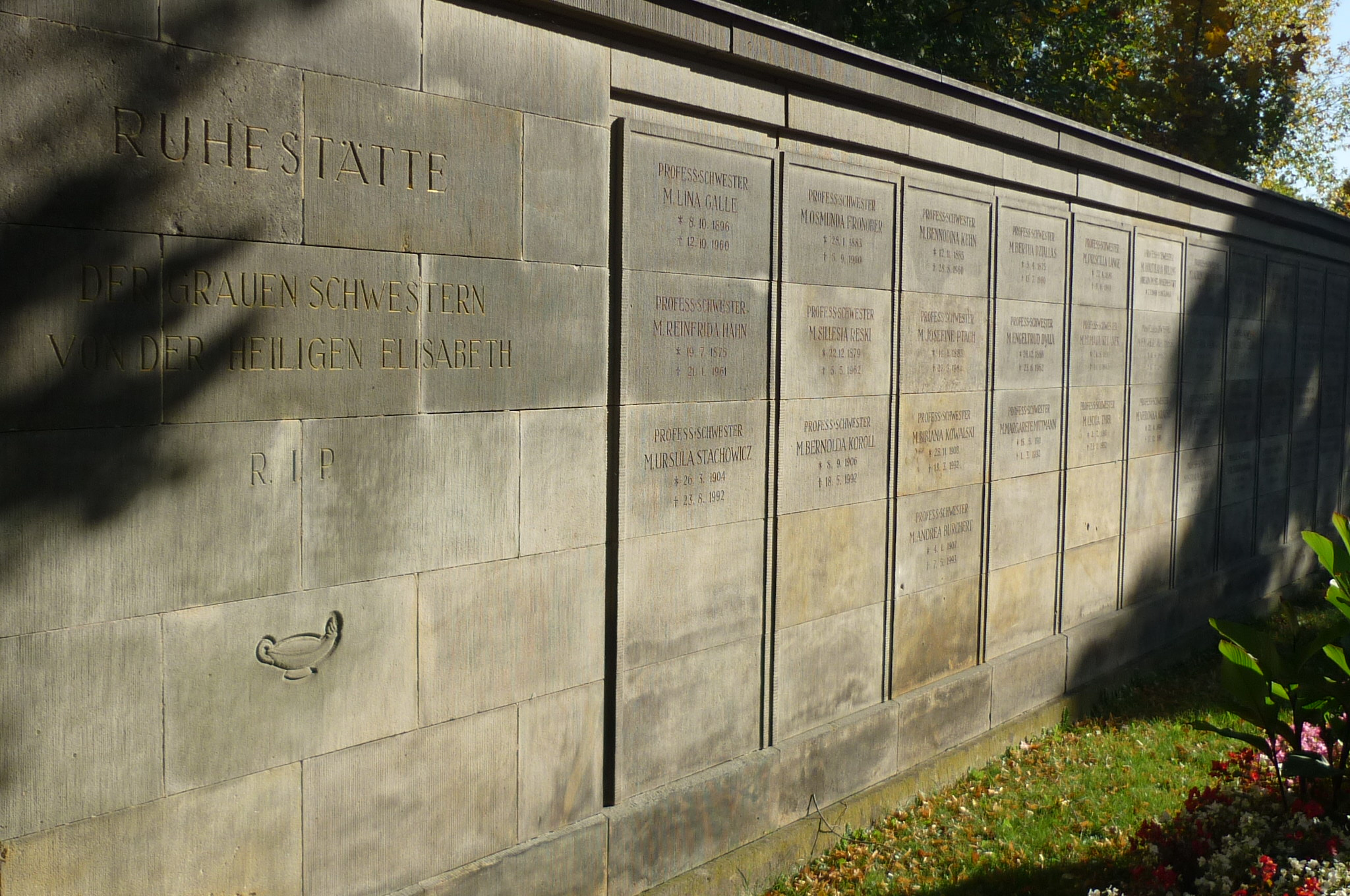
Die Gemeinschaftsgrabanlage der Grauen Schwestern von der Heiligen Elisabeth des St. Joseph-Stifts in Dresden

Die bekannteste Person, die auf dem Neuen Katholischen Friedhof ihre letzte Ruhestätte gefunden hat, ist der Maler Ludwig Richter. Sein erster Grabstein, der ein hohes, schwarzes Kreuz darstellte, wurde im Jahr 1984 durch eine Stele ersetzt, auf der sich in einem aufgesetzten Häuschen ein Kruzifix befindet.

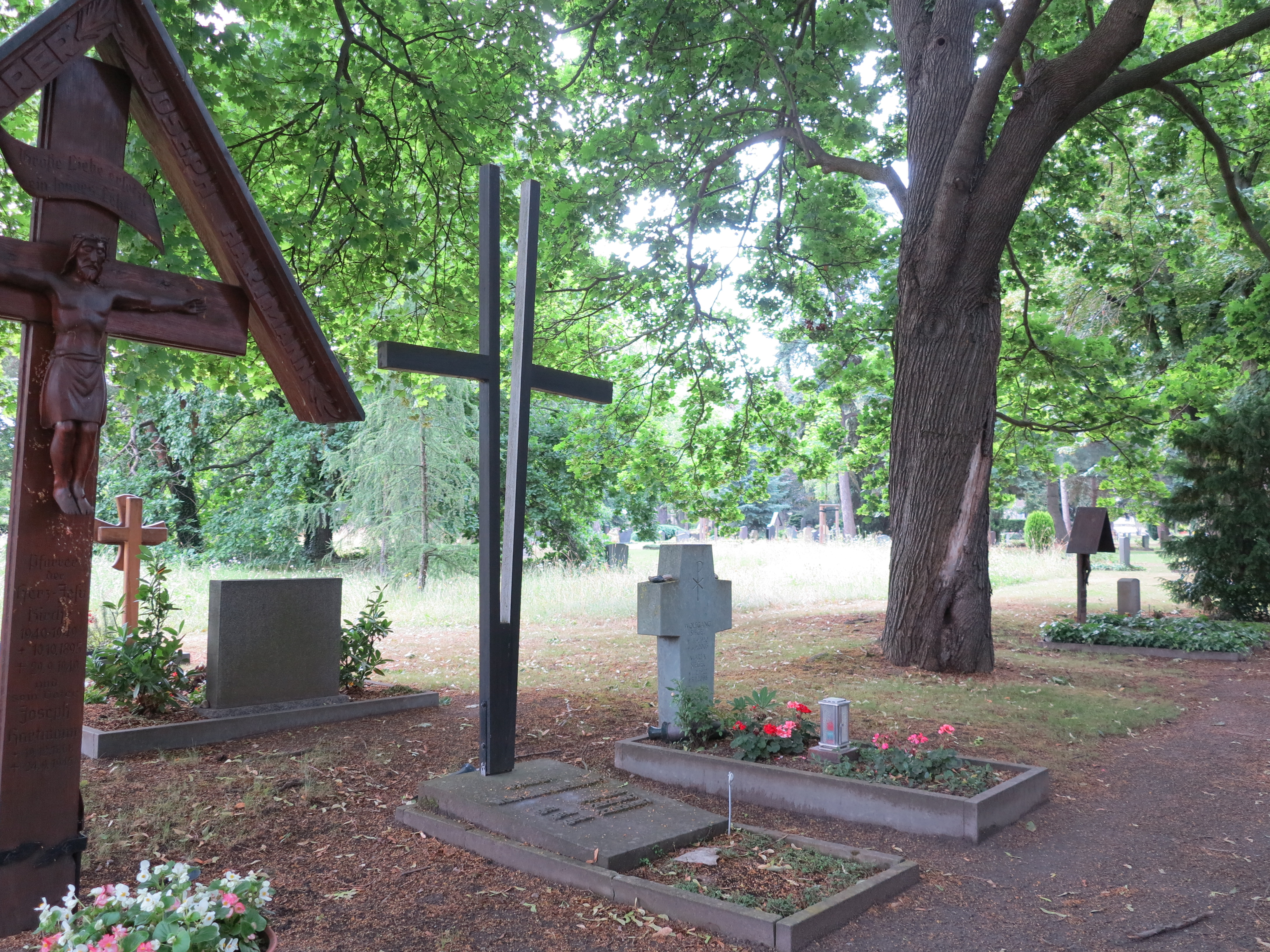
Friedrich Press gestaltete das Grab für Wolfgang Luckhaupt (1931–1987) mit dem sich zum Himmel öffnenden Kreuz. Foto Juni 2025

Die Wandgrabstätte von Nikolaus Graf von Seebach ziert ein helles Kreuz auf einem Sockel. Das gespaltene Kreuz auf dem Grab des Pfarrers Wolfgang Luckhaupt schuf der Künstler Friedrich Press. Weitere bedeutende Grabplastiken finden sich auf den Gräbern von Miguel de Cárdenas y Penalver (Grabplastik Trauernde) sowie Elisabeth von der Decken (Grabplastik Ruhender Engel). Das Grab des Sioux und Sarrasani-Zirkuskünstlers Edward Two-Two (1851–1914) zeigt eine schlichte Stele mit Grabinschrift; der Grabstein wurde 1986 erneuert.
Die Nazarethschwestern vom Hl. Franziskus des Klosters in Dresden-Goppeln besitzen sowohl mehrere Gemeinschaftsgrabanlagen im alten und im neuen Teil des Friedhofs. Die Gemeinschaftsgrabanlage der Grauen Schwestern von der Heiligen Elisabeth des St. Joseph-Stifts in Dresden befindet sich im nordöstlichen Teil des Friedhofs. Die Grabstätte der Schwestern der Kongregation vom Hl. Karl Borromäus besteht aus mehreren liegenden Grabsteinen und befindet sich an der Trennmauer des neuen zum alten Friedhofsteil. Im Jahr 1950 schuf der Dresdner Bildhauer Hugo Peters den Christophorusbrunnen.
In Dresden einmalig ist ein 2007 angelegtes Gräberfeld für sogenannte Sternenkinder, Fehlgeborene mit einem Gewicht unter 500 Gramm, das vom 2006 gegründeten Verein Sternenkinder Dresden gepflegt wird und eine Größe von 1000 Quadratmetern hat.

### Gedenkstätten

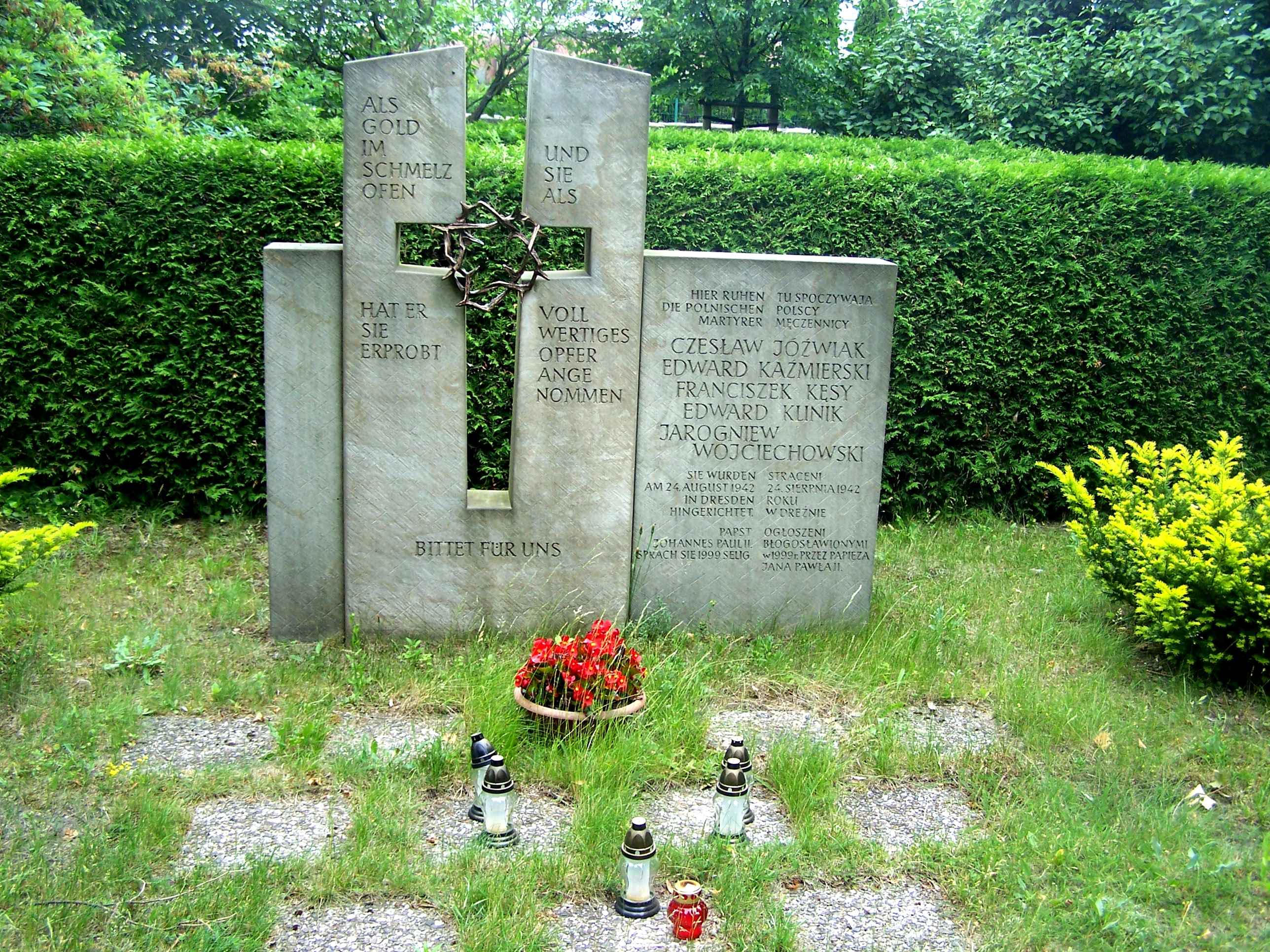
Gedenkstätte für Czesław Jóźwiak, Edward Kaźmierski, Jarogniew Wojciechowski, Franciszek Kęsy und Eduard Klinik

Auf dem Neuen Katholischen Friedhof befinden sich verschiedene Gedenkstätten für die Opfer von Krieg und Gewaltherrschaft:
- Eine eingefasste Gedenkstätte erinnert an Opfer des Faschismus aus 14 Nationen der Welt.
- Mit einem Gedenkstein wird 128 Opfern des Faschismus aus der Tschechoslowakei gedacht.
- Eine Gedenkstätte erinnert sowohl an die Gefallenen des Ersten und Zweiten Weltkriegs, als auch an Opfer nationalsozialistischer Gewalt und insgesamt 395 hier bestattete Tote der Luftangriffe auf Dresden.[6]
- Der im Hof des Gefängnisses am Münchner Platz von den Nationalsozialisten Hingerichteten wird gedacht. Zu ihnen gehören die fünf polnischen Märtyrer Czesław Jóźwiak (1919–1942), Edward Kaźmierski (1919–1942), Jarogniew Wojciechowski (1922–1942), Franciszek Kęsy (1920–1942) und Eduard Klinik (1919–1942). Sie wurden am 24. August 1942 in Dresden ermordet. Im Jahr 1999 wurden sie von Papst Johannes Paul II. seliggesprochen.

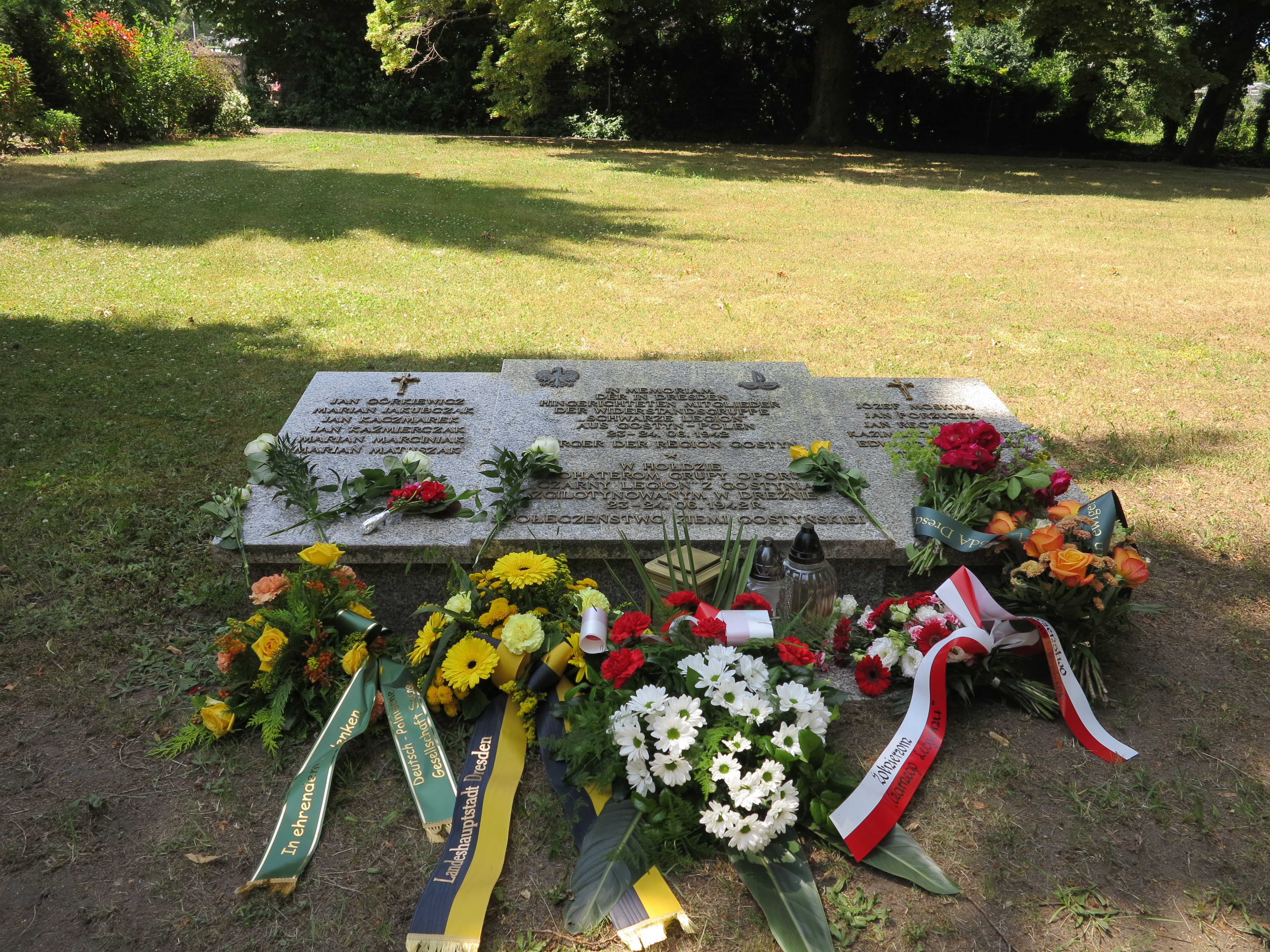
Grab für zwölf junge Männer aus Gostyń, die 1942 auf dem Münchner Platz hingerichtet wurden. Foto 14. Juni 2025

- Grab für zwölf junge Männer aus Gostyń, die 1942 auf dem Münchner Platz hingerichtet wurden. Foto 14. Juni 2025Eine weitere Gedenkstätte betrifft die zwölf Mitglieder der Widerstandsgruppe „Schwarze Legion“ (Polnische Heimatarmee) aus Gostyń in Polen, die am 23./24. Juni 1942 hingerichtet wurden.

### Persönlichkeiten

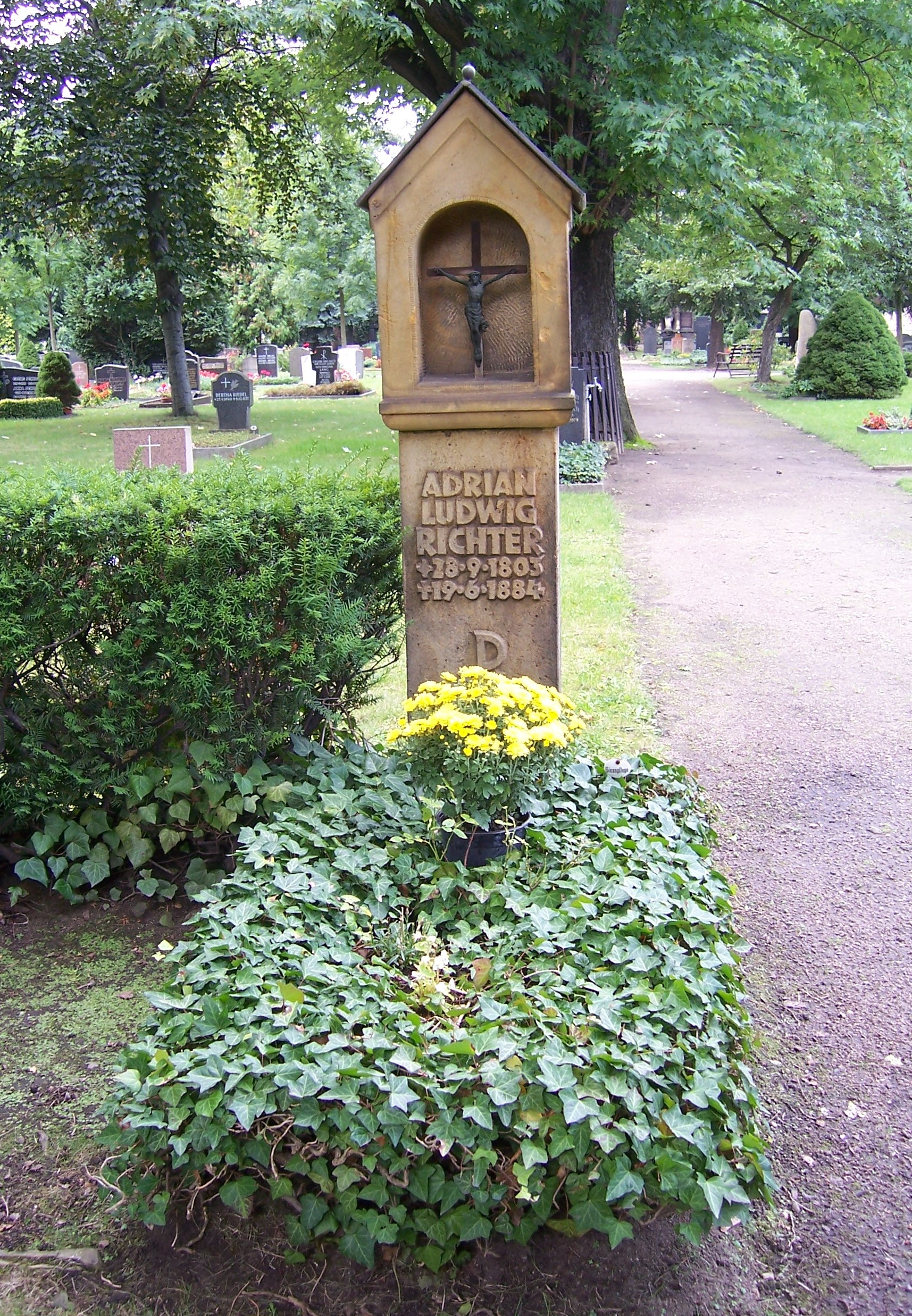
Grab Ludwig Richters auf dem Neuen Katholischen Friedhof

- Franz Bänsch (1899–1961), Oblate der Makellosen Jungfrau Maria
- Gideon von der Decken (1828–1892), Generalleutnant
- Magnus Dedek (1917–1955), Politiker
- Friedrich Eisenkolb (1901–1967), Metallurg
- Franz Jensch (1906–1985), Politiker
- Claus-Peter März (1947–2021), Theologe
- Alexander Salvator von Pereira (1850–1917), Kommandant der Festung Königstein
- Ottokar Renger (1850–1876), Maler
- Ludwig Richter (1803–1884), Maler
- Albin Leo von Seebach (1811–1884), Diplomat und Politiker
- Nikolaus Graf von Seebach (1854–1930), Intendant des Dresdner Hoftheaters
- Edward Two-Two (1851–1914), Indianer vom Stamm der Lakota-Sioux und Zirkuskünstler